# 孫立川
孫立川（1950年—）是一名香港作家、文化人，生於福建省泉州市，後來畢業於廈門大學中文系，及后在京都大學取得博士和碩士學位。1992年12月移居香港，先後任職於香港中文大學、《明報月刊》等，現任天地圖書副總編輯，主要從事文學研究、寫作與編輯工作。

## 作品
- 《西遊記辨證》
- 《東籬集》
- 《驛站短簡》